# Chipata
För andra betydelser, se Chipata (olika betydelser).

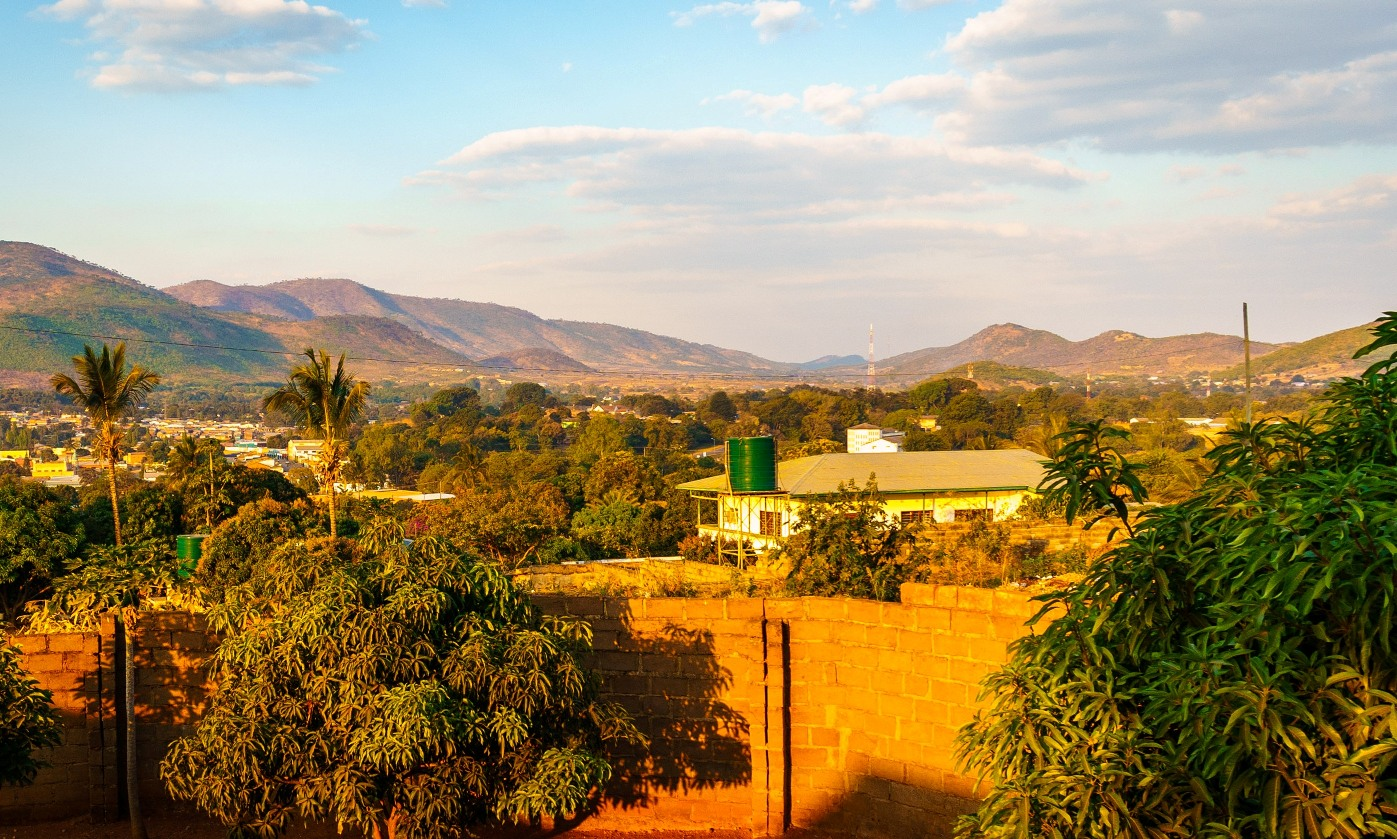

Chipata, tidigare Fort Jameson, är en stad i östra Zambia, cirka 12 kilometer från gränsen till Malawi, med 116 600 invånare (2010).
Chipata är huvudorten i provinsen Eastern och i distriktet Chipata District. Staden ligger vackert belägen mellan kullar beklädda av träd. Här finns en moské som besöks av ett stort antal väletablerade indiska och pakistanska familjer som driver affärer i de centrala delarna, även kallat India Town. 
En järnväg mellan Chipata och Malawi, via Mchinji, öppnade i augusti 2011.
Det finns en landningsbana för flyg och även en golfbana i staden. Chipata ligger nära den elefantrika nationalparken Luangwa valley (Luangwadalen).